# (30119) Lucamatone
(30119) Lucamatone est un astéroïde de la ceinture principale d'astéroïdes.

## Description
(30119) Lucamatone est un astéroïde de la ceinture principale d'astéroïdes. Il fut découvert le 29 mars 2000 à Socorro (Nouveau-Mexique) par le projet LINEAR. Il présente une orbite caractérisée par un demi-grand axe de 2,59 UA, une excentricité de 0,07 et une inclinaison de 5,9° par rapport à l'écliptique.

## Compléments